# Sidi Alioum
Sidi Alioum (sinh ngày 17 tháng 7 năm 1982) là Trọng tài bóng đá người Cameroon. Anh ấy trọng tài tại vòng loại giải vô địch bóng đá thế giới 2014.